# Венгрия на летней Универсиаде 2013
Венгрия на XXVII Всемирной Летней Универсиаде была представлена 130 спортсменами в 16 видах спорта.

## Призёры
| Медаль  | Спортсмен | Вид спорта                  | Дисциплина                    | Дата    |
| ------- | --- | --------------------------- | ----------------------------- | ------- |
| Золото  | Абигель Йоо | Дзюдо                       | Женщины, до 78 кг             | 7 июля  |
| Золото  | Бенце Бицо (англ.) | Плавание                    | Мужчины, 200 м, баттерфляй    | 13 июля |
| Золото  | Тамаш Кишш (англ.) | Гребля на байдарках и каноэ | Мужчины, C1, 1000 м           | 14 июля |
| Золото  | Ботонд Барабаш (венг.) Давид Бистритшаньи (венг.) Габор Ковач Балаж Кореньи Тамаш Мезеи Адам Сентеши Давид Сечи Балаж Шомодьи Мартон Тот (венг.) Мартон Халек Мартон Бенце Чилко Балаж Эрдейи Жолт Юхас                    | Водное поло                 | Мужчины                       | 17 июля |
| Серебро | Барна Бор | Дзюдо                       | Мужчины, свыше 100 кг         | 7 июля  |
| Серебро | Лилла Аркоши Петра Дальмади Сандра Ката Дальмади Эдина Гангль (англ.) Алекса Анетт Гемеш Диана Агнеш Гундль Ханна Заяц Ханна Анна Киштелеки (англ.) Лаура Кочиш Бианка Почи Ноеми Сомхедьи Анита Хевеши Дора Чабаи (англ.) | Водное поло                 | Женщины                       | 16 июля |
| Бронза  | Габор Чепреги | Академическая гребля        | Мужчины, одиночки, лёгкий вес | 8 июля  |
| Бронза  | Ласло Чокньяи (англ.) | Дзюдо                       | Мужчины, до 81 кг             | 8 июля  |
| Бронза  | Лили Эдит Блашко Чилла Вандор Юлия Кишш Сусанна Ковач Кинга Кольтаи Река Ласло София Ласло Сара Трингер Эперке Китти Фазекаш                                                                                               | Синхронное плавание         | Комбинация                    | 9 июля  |
| Бронза  | Дьордьи Живочки Фаркаш (англ.) | Лёгкая атлетика             | Женщины, семиборье            | 11 июля |
| Бронза  | Барна Бор Габор Вар Бенце Замбори Тибор Майер Аттила Истван Унгвари Миклош Цирьенич Ласло Чокньяи (англ.) | Дзюдо                       | Мужчины, командный зачёт      | 11 июля |
| Бронза  | Мате Петрович Гергейи Часар | Гребля на байдарках и каноэ | Мужчины, К2, 1000 м           | 14 июля |
| Бронза  | Аттила Таш Тот Арон Ченк Ласло Ковач Гергейи Часар | Гребля на байдарках и каноэ | Мужчины, К4, 1000 м           | 14 июля |
| Бронза  | Эмеше Барка | Спортивная борьба           | Женщины, до 59 кг             | 14 июля |
| Бронза  | Балинт Лам | Спортивная борьба           | Мужчины, до 120 кг            | 15 июля |

| Медали по дням | Медали по дням | Медали по дням | Медали по дням | Медали по дням | Медали по дням | Медали по дням |
| -------------- | -------------- | -------------- | -------------- | -------------- | -------------- | -------------- |
| День           | Дата           | 1              | 2              | 3              | Итого          |                |
| День 0         | 5 июля         | —              | —              | —              | —              |                |
| День 1         | 6 июля         | —              | —              | —              | —              |                |
| День 2         | 7 июля         | 1              | 1              | —              | 2              |                |
| День 3         | 8 июля         | —              | —              | 2              | 2              |                |
| День 4         | 9 июля         | —              | —              | 1              | 1              |                |
| День 5         | 10 июля        | —              | —              | —              | —              |                |
| День 6         | 11 июля        | —              | —              | 2              | 2              |                |
| День 7         | 12 июля        | —              | —              | —              | —              |                |
| День 8         | 13 июля        | 1              | —              | —              | 1              |                |
| День 9         | 14 июля        | 1              | —              | 3              | 4              |                |
| День 10        | 15 июля        | —              | —              | 1              | 1              |                |
| День 11        | 16 июля        | —              | 1              | —              | 1              |                |
| День 12        | 17 июля        | 1              | —              | —              | 1              |                |
| Всего          | Всего          | 4              | 2              | 9              | 15             |                |

| Вид спорта                  | 1 | 2 | 3 | Всего |
| Академическая гребля        | 0 | 0 | 1 | 1     |
| Баскетбол                   | 0 | 0 | 0 | 0     |
| Бокс                        | 0 | 0 | 0 | 0     |
| Водное поло                 | 1 | 1 | 0 | 2     |
| Гребля на байдарках и каноэ | 1 | 0 | 2 | 3     |
| Дзюдо                       | 1 | 1 | 2 | 4     |
| Лёгкая атлетика             | 0 | 0 | 1 | 1     |
| Плавание                    | 1 | 0 | 0 | 1     |
| Синхронное плавание         | 0 | 0 | 1 | 1     |
| Спортивная борьба           | 0 | 0 | 2 | 2     |
| Спортивная гимнастика       | 0 | 0 | 0 | 0     |
| Стрельба                    | 0 | 0 | 0 | 0     |
| Тяжёлая атлетика            | 0 | 0 | 0 | 0     |
| Фехтование                  | 0 | 0 | 0 | 0     |
| Художественная гимнастика   | 0 | 0 | 0 | 0     |
| Шахматы                     | 0 | 0 | 0 | 0     |
| Всего                       | 4 | 2 | 9 | 15    |

## Результаты

### Академическая гребля

#### Мужчины
| Соревнование         | Спортсмены                                            | Предварительный этап | Предварительный этап | Утешительный заезд | Утешительный заезд | Полуфинал     | Полуфинал     | Финал   | Финал   | Итоговое место |
| Соревнование         | Спортсмены                                            | Время                | Место                | Время              | Место              | Время         | Место         | Время   | Место   | Итоговое место |
| -------------------- | ----------------------------------------------------- | -------------------- | -------------------- | ------------------ | ------------------ | ------------- | ------------- | ------- | ------- | -------------- |
| Одиночки             | Кристиан Силвестер Эль                                | 7:46.07              | 9                    | 8:24.09            | 8                  | Не участвовал | Не участвовал | Финал C | Финал C | 13             |
| Одиночки             | Кристиан Силвестер Эль                                | 7:46.07              | 9                    | 8:24.09            | 8                  | Не участвовал | Не участвовал | 7:28.32 | 1       | 13             |
| Одиночки, лёгкий вес | Габор Чепреги                                         | 7:28.98              | 4 (Q)                | Не участвовал      | Не участвовал      | 7:28.86       | 4 (Q)         | Финал A | Финал A | 3              |
| Одиночки, лёгкий вес | Габор Чепреги                                         | 7:28.98              | 4 (Q)                | Не участвовал      | Не участвовал      | 7:28.86       | 4 (Q)         | 7:32.62 | 3       | 3              |
| Двойки               | Марк Геза Ловашш Норберт Порубски                     | 7:29.54              | 8                    | BUW                | 8                  |               |               | Финал B | Финал B | 8              |
| Двойки               | Марк Геза Ловашш Норберт Порубски                     | 7:29.54              | 8                    | BUW                | 8                  | 7:16.25       | 2             |         |         | 8              |
| Двойки парные        | Гергей Мартон Папп Бендегуз Пал Петервари-Мольнар     | 6:43.22              | 5 (Q)                | Не участвовали     | Не участвовали     |               |               | Финал A | Финал A | 6              |
| Двойки парные        | Гергей Мартон Папп Бендегуз Пал Петервари-Мольнар     | 6:43.22              | 5 (Q)                | Не участвовали     | Не участвовали     | 6:56.66       | 6             |         |         | 6              |
| Четвёрки, лёгкий вес | Петер Бартфаи Петер Крпешич Эдвин Новак Бенце Валльон | 6:29.96              | 7                    | 7:17.53            | 4                  |               |               | Финал B | Финал B | 7              |
| Четвёрки, лёгкий вес | Петер Бартфаи Петер Крпешич Эдвин Новак Бенце Валльон | 6:29.96              | 7                    | 7:17.53            | 4                  | 6:26.03       | 1             |         |         | 7              |

#### Женщины
| Соревнование  | Спортсмены                  | Предварительный этап | Предварительный этап | Утешительный заезд | Утешительный заезд | Полуфинал | Полуфинал | Финал   | Финал   | Итоговое место |
| Соревнование  | Спортсмены                  | Время                | Место                | Время              | Место              | Время     | Место     | Время   | Место   | Итоговое место |
| ------------- | --------------------------- | -------------------- | -------------------- | ------------------ | ------------------ | --------- | --------- | ------- | ------- | -------------- |
| Двойки парные | Вираг Дохович Ребека Глашер | 7:47.49              | 12 (Q)               | Не участвовали     | Не участвовали     | 8:10.80   | 12        | Финал B | Финал B | 12             |
| Двойки парные | Вираг Дохович Ребека Глашер | 7:47.49              | 12 (Q)               | Не участвовали     | Не участвовали     | 8:10.80   | 12        | 7:52.92 | 6       | 12             |

### Баскетбол

#### Женщины
Состав команды
| Женская сборная Венгрии по баскетболу | Женская сборная Венгрии по баскетболу | Женская сборная Венгрии по баскетболу | Женская сборная Венгрии по баскетболу | Женская сборная Венгрии по баскетболу | Женская сборная Венгрии по баскетболу | Женская сборная Венгрии по баскетболу    | Женская сборная Венгрии по баскетболу | Женская сборная Венгрии по баскетболу | Женская сборная Венгрии по баскетболу | Женская сборная Венгрии по баскетболу | Женская сборная Венгрии по баскетболу | Женская сборная Венгрии по баскетболу |
| №                                     | Поз.                                  | Имя, фамилия                          | Дата рождения (возраст)               | Рост                                  | Вес                                   | Клуб                                     | Игры                                  | Минуты                                | Подборы                               | Передачи                              | Очки                                  | Очки в среднем за матч                |
| ------------------------------------- | ------------------------------------- | ------------------------------------- | ------------------------------------- | ------------------------------------- | ------------------------------------- | ---------------------------------------- | ------------------------------------- | ------------------------------------- | ------------------------------------- | ------------------------------------- | ------------------------------------- | ------------------------------------- |
| 4                                     | Форв.                                 | Агнеш Дьёрдьи Ори                     | 7 ноября 1990 (23 года)               | 1,84 м                                |                                       | ХАТ-АГРО ЮНИ (Дьёр)                      | 6                                     | 136                                   | 23                                    | 5                                     | 37                                    | 6,2                                   |
| 5                                     | Форв.                                 | София Варга                           | 5 января 1989 (24 года)               | 1,82 м                                |                                       | ЗТЕ НКК (Залаэгерсег)                    | 6                                     | 163                                   | 21                                    | 13                                    | 48                                    | 8,0                                   |
| 6                                     | Форв.                                 | Река Балинт                           | 6 марта 1991 (22 года)                | 1,81 м                                |                                       | Атомерому (Сексард)                      | 6                                     | 163                                   | 22                                    | 11                                    | 63                                    | 10,5                                  |
| 7                                     | Форв.                                 | Сандра Амбрус                         | 1 сентября 1989 (23 года)             | 1,80 м                                |                                       | ЗТЕ НКК (Залаэгерсег)                    | 6                                     | 123                                   | 20                                    | 18                                    | 14                                    | 2,3                                   |
| 8                                     | Форв.                                 | Беттина Бакша                         | 19 августа 1992 (21 год)              | 1,74 м                                |                                       | Цеглед ЕКК (Цеглед)                      | 3                                     | 39                                    | 0                                     | 3                                     | 9                                     | 3,0                                   |
| 9                                     | Защ.                                  | Кристина Велкеи                       | 1 августа 1992 (21 год)               | 1,78 м                                |                                       | Орал Робертс Голден Иглз (англ.) (Талса) | 6                                     | 66                                    | 6                                     | 3                                     | 6                                     | 1,0                                   |
| 10                                    | Форв.                                 | Юдит Эстер Маньоки                    | 6 марта 1992 (21 год)                 | 1,72 м                                |                                       | МБК Евролизинг Вашаш (Будапешт)          | 6                                     | 103                                   | 16                                    | 7                                     | 20                                    | 3,3                                   |
| 11                                    | Цен.                                  | Тияна Кривацевич (англ.)              | 8 апреля 1990 (23 года)               | 1,94 м                                |                                       | Гуд Энджелс (англ.) (Кошице)             | 6                                     | 173                                   | 44                                    | 3                                     | 131                                   | 21,8                                  |
| 12                                    | Цен.                                  | Анна Манти Мансаре                    | 8 января 1992 (21 год)                | 1,88 м                                |                                       | МБК Евролизинг Вашаш (Будапешт)          | 6                                     | 117                                   | 29                                    | 5                                     | 20                                    | 3,3                                   |
| 13                                    | Цен.                                  | Синтия София Коболак                  | 3 сентября 1991 (21 год)              | 1,85 м                                |                                       | Цеглед ЕКК (Цеглед)                      | 5                                     | 52                                    | 15                                    | 0                                     | 6                                     | 1,2                                   |
| 14                                    | Форв.                                 | Лилла Адамец                          | 26 марта 1992 (21 год)                | 1,80 м                                |                                       | БСЕ-ФКСМ (Будапешт)                      | 4                                     | 66                                    | 16                                    | 5                                     | 11                                    | 2,8                                   |
| 15                                    | Форв.                                 | Дорина Зеле                           | 13 февраля 1992 (21 год)              | 1,85 м                                |                                       | Атомерому (Сексард)                      | 0                                     | 0                                     | 0                                     | 0                                     | 0                                     | 0,0                                   |
| Главный тренер: Тамаш Галл            |                                       |                                       |                                       |                                       |                                       |                                          |                                       |                                       |                                       |                                       |                                       |                                       |

Результаты
Группа D
| Место | Команда   | И | В | П | МЗ  | МП  | МР   | Очки |
| ----- | --------- | - | - | - | --- | --- | ---- | ---- |
| 1     | Австралия | 3 | 3 | 0 | 268 | 144 | +124 | 6    |
| 2     | Венгрия   | 3 | 2 | 1 | 197 | 205 | −8   | 5    |
| 3     | Китай     | 3 | 1 | 2 | 186 | 236 | −50  | 4    |
| 4     | Финляндия | 3 | 0 | 3 | 167 | 233 | −66  | 3    |

Отборочный турнир
| 8 июля 2013 20:30 UTC+04:00 W8 | Отчёт | Австралия                 | 79 : 53  | Венгрия       | УСК «Биек-Тау», Казань Судьи: Виктор Боженар Сергей Михайлов; Карла Диниз |
| 8 июля 2013 20:30 UTC+04:00 W8 | Отчёт | 21:11, 20:9, 22:13, 16:20 |          |               | УСК «Биек-Тау», Казань Судьи: Виктор Боженар Сергей Михайлов; Карла Диниз |
| 8 июля 2013 20:30 UTC+04:00 W8 | Отчёт | Мадген 12                 | Очки     | Кривацевич 21 | УСК «Биек-Тау», Казань Судьи: Виктор Боженар Сергей Михайлов; Карла Диниз |
| 8 июля 2013 20:30 UTC+04:00 W8 | Отчёт | Бликавс 9                 | Подборы  | Ори 5         | УСК «Биек-Тау», Казань Судьи: Виктор Боженар Сергей Михайлов; Карла Диниз |
| 8 июля 2013 20:30 UTC+04:00 W8 | Отчёт | Камминг 4                 | Передачи | Варга 3       | УСК «Биек-Тау», Казань Судьи: Виктор Боженар Сергей Михайлов; Карла Диниз |

| 9 июля 2013 18:00 UTC+04:00 W15 | Отчёт | Финляндия                 | 59:64    | Венгрия               | КСК «КАИ-Олимп», Казань Зрителей: 150 Судьи: Сергей Круг Тиень Хсяо Лунь; Виктор Боженар |
| 9 июля 2013 18:00 UTC+04:00 W15 | Отчёт | 13:17, 24:11, 16:20, 6:16 |          |                       | КСК «КАИ-Олимп», Казань Зрителей: 150 Судьи: Сергей Круг Тиень Хсяо Лунь; Виктор Боженар |
| 9 июля 2013 18:00 UTC+04:00 W15 | Отчёт | Ярвикангас 15             | Очки     | Кривацевич 28         | КСК «КАИ-Олимп», Казань Зрителей: 150 Судьи: Сергей Круг Тиень Хсяо Лунь; Виктор Боженар |
| 9 июля 2013 18:00 UTC+04:00 W15 | Отчёт | Ярвикангас 6              | Подборы  | Кривацевич, Мансаре 9 | КСК «КАИ-Олимп», Казань Зрителей: 150 Судьи: Сергей Круг Тиень Хсяо Лунь; Виктор Боженар |
| 9 июля 2013 18:00 UTC+04:00 W15 | Отчёт | Саломаа 3                 | Передачи | Амбрус 4              | КСК «КАИ-Олимп», Казань Зрителей: 150 Судьи: Сергей Круг Тиень Хсяо Лунь; Виктор Боженар |

| 10 июля 2013 18:00 UTC+04:00 W23 | Отчёт | Китай                      | 67:80    | Венгрия      | КСК «КАИ-Олимп», Казань Зрителей: 92 Судьи: Владимир Охрименко Саулюс Рацыс; Станислав Кучера |
| 10 июля 2013 18:00 UTC+04:00 W23 | Отчёт | 24:23, 12:12, 16:21, 15:24 |          |              | КСК «КАИ-Олимп», Казань Зрителей: 92 Судьи: Владимир Охрименко Саулюс Рацыс; Станислав Кучера |
| 10 июля 2013 18:00 UTC+04:00 W23 | Отчёт | Шао 31                     | Очки     | Варга 22     | КСК «КАИ-Олимп», Казань Зрителей: 92 Судьи: Владимир Охрименко Саулюс Рацыс; Станислав Кучера |
| 10 июля 2013 18:00 UTC+04:00 W23 | Отчёт | Шао 11                     | Подборы  | Кривацевич 5 | КСК «КАИ-Олимп», Казань Зрителей: 92 Судьи: Владимир Охрименко Саулюс Рацыс; Станислав Кучера |
| 10 июля 2013 18:00 UTC+04:00 W23 | Отчёт | Го 4                       | Передачи | Балинт 7     | КСК «КАИ-Олимп», Казань Зрителей: 92 Судьи: Владимир Охрименко Саулюс Рацыс; Станислав Кучера |

Четвертьфинал
| 12 июля 2013 20:30 UTC+04:00 W28 | Отчёт | Китайский Тайбэй                     | 72:41    | Венгрия                   | УСК «Мирас», Казань Судьи: Рейд Аллан Кеньон Сергей Михайлов; Карла Диниз |
| 12 июля 2013 20:30 UTC+04:00 W28 | Отчёт | 15:12, 20:9, 23:8, 14:12             |          |                           | УСК «Мирас», Казань Судьи: Рейд Аллан Кеньон Сергей Михайлов; Карла Диниз |
| 12 июля 2013 20:30 UTC+04:00 W28 | Отчёт | Хуан Хсянтин 22                      | Очки     | Кривацевич 14             | УСК «Мирас», Казань Судьи: Рейд Аллан Кеньон Сергей Михайлов; Карла Диниз |
| 12 июля 2013 20:30 UTC+04:00 W28 | Отчёт | Хуан Хсянтин 13                      | Подборы  | Кривацевич 12             | УСК «Мирас», Казань Судьи: Рейд Аллан Кеньон Сергей Михайлов; Карла Диниз |
| 12 июля 2013 20:30 UTC+04:00 W28 | Отчёт | Ян Яхуэй, Хуан Пинчжень, Хуан Инли 4 | Передачи | Амбрус, Маньоки, Адамец 2 | УСК «Мирас», Казань Судьи: Рейд Аллан Кеньон Сергей Михайлов; Карла Диниз |

Полуфинал за 5-8 места
| 13 июля 2013 10:30 UTC+04:00 W34 | Отчёт | Чехия                     | 77:67    | Венгрия               | «Баскет-холл» (большой зал), Казань Зрителей: 400 Судьи: Ван Цзебо Владимир Охрименко; Хенри Хильке |
| 13 июля 2013 10:30 UTC+04:00 W34 | Отчёт | 18:21, 21:4, 19:18, 19:24 |          |                       | «Баскет-холл» (большой зал), Казань Зрителей: 400 Судьи: Ван Цзебо Владимир Охрименко; Хенри Хильке |
| 13 июля 2013 10:30 UTC+04:00 W34 | Отчёт | Ханусова 17               | Очки     | Кривацевич 33         | «Баскет-холл» (большой зал), Казань Зрителей: 400 Судьи: Ван Цзебо Владимир Охрименко; Хенри Хильке |
| 13 июля 2013 10:30 UTC+04:00 W34 | Отчёт | Ханусова 6                | Подборы  | Кривацевич, Коболак 7 | «Баскет-холл» (большой зал), Казань Зрителей: 400 Судьи: Ван Цзебо Владимир Охрименко; Хенри Хильке |
| 13 июля 2013 10:30 UTC+04:00 W34 | Отчёт | Стара 8                   | Передачи | Варга 3               | «Баскет-холл» (большой зал), Казань Зрителей: 400 Судьи: Ван Цзебо Владимир Охрименко; Хенри Хильке |

Матч за 7-е место
| 15 июля 2013 10:00 UTC+04:00 W41 | Отчёт | Канада                    | 55:60    | Венгрия       | «Баскет-холл» (малый зал), Казань Судьи: Семён Овинов Фабио Ковер; Виктор Боженар |
| 15 июля 2013 10:00 UTC+04:00 W41 | Отчёт | 17:10, 16:19, 8:15, 14:16 |          |               | «Баскет-холл» (малый зал), Казань Судьи: Семён Овинов Фабио Ковер; Виктор Боженар |
| 15 июля 2013 10:00 UTC+04:00 W41 | Отчёт | Эммерсон 16               | Очки     | Кривацевич 19 | «Баскет-холл» (малый зал), Казань Судьи: Семён Овинов Фабио Ковер; Виктор Боженар |
| 15 июля 2013 10:00 UTC+04:00 W41 | Отчёт | Уильямс 9                 | Подборы  | Кривацевич 8  | «Баскет-холл» (малый зал), Казань Судьи: Семён Овинов Фабио Ковер; Виктор Боженар |
| 15 июля 2013 10:00 UTC+04:00 W41 | Отчёт | Уильямс, Ковард 3         | Передачи | Амбрус 5      | «Баскет-холл» (малый зал), Казань Судьи: Семён Овинов Фабио Ковер; Виктор Боженар |

### Бокс
Мужчины
| Соревнование | Спортсмены | 1/32 финала        | 1/16 финала                      | Четвертьфинал        | Полуфинал            | Финал                | Место                |
| Соревнование | Спортсмены | Соперник Результат | Соперник Результат               | Соперник Результат   | Соперник Результат   | Соперник Результат   | Место                |
| ------------ | ---------- | ------------------ | -------------------------------- | -------------------- | -------------------- | -------------------- | -------------------- |
| до 75 кг     | Ласло Тот  | Не участвовал      | Джаба Хоситашвили (GEO) Пор. 0:3 | Завершил выступление | Завершил выступление | Завершил выступление | Завершил выступление |

### Водное поло

#### Мужчины
Состав команды
| Мужская сборная Венгрии по водному поло | Мужская сборная Венгрии по водному поло | Мужская сборная Венгрии по водному поло | Мужская сборная Венгрии по водному поло | Мужская сборная Венгрии по водному поло | Мужская сборная Венгрии по водному поло | Мужская сборная Венгрии по водному поло | Мужская сборная Венгрии по водному поло |
| №                                       | Имя, фамилия                            | Дата рождения (возраст)                 | Рост                                    | Вес                                     | Клуб                                    | Игры                                    | Голы                                    |
| --------------------------------------- | --------------------------------------- | --------------------------------------- | --------------------------------------- | --------------------------------------- | --------------------------------------- | --------------------------------------- | --------------------------------------- |
| 1                                       | Давид Бистритшаньи (венг.) (вратарь)    | 7 июня 1987 (25 лет)                    | 1,87 м                                  | 85 кг                                   | Эгри ВК (англ.) (Эгер)                  | 8                                       | -45                                     |
| 2                                       | Балаж Кореньи                           | 10 января 1991 (22 года)                | 1,82 м                                  | 85 кг                                   | Ференцварош (венг.) (Будапешт)          | 8                                       | 3                                       |
| 3                                       | Адам Сентеши                            | 2 декабря 1991 (21 год)                 | 1,82 м                                  | 105 кг                                  | Орвоседьетем ВК (англ.) (Будапешт)      | 8                                       | 3                                       |
| 4                                       | Мартон Халек                            | 9 октября 1990 (22 года)                | 1,85 м                                  | 86 кг                                   | Дебрецен ВСЕ (англ.) (Дебрецен)         | 8                                       | 8                                       |
| 5                                       | Давид Сечи                              | 28 декабря 1987 (25 лет)                | 1,89 м                                  | 98 кг                                   | KSI SE                                  | 8                                       | 4                                       |
| 6                                       | Габор Ковач                             | 30 апреля 1989 (24 года)                | 1,90 м                                  | 95 кг                                   | Эгри ВК (англ.) (Эгер)                  | 8                                       | 11                                      |
| 7                                       | Тамаш Мезеи                             | 14 сентября 1990 (22 года)              | 1,98 м                                  | 102 кг                                  | Эгри ВК (англ.) (Эгер)                  | 8                                       | 9                                       |
| 8                                       | Мартон Тот (венг.)                      | 28 сентября 1985 (27 лет)               | 1,93 м                                  | 104 кг                                  | Посиллипо (англ.) (Эгер)                | 8                                       | 18                                      |
| 9                                       | Балаж Эрдейи                            | 16 февраля 1990 (23 года)               | 1,96 м                                  | 96 кг                                   | Пасифик Тайгерс                         | 8                                       | 12                                      |
| 10                                      | Жолт Юхас                               | 8 мая 1985 (28 лет)                     | 1,78 м                                  | 80 кг                                   | Сегеди ВЕ (венг.) (Сегед)               | 8                                       | 12                                      |
| 11                                      | Мартон Бенце Чилко                      | 8 июля 1990 (23 года)                   | 1,91 м                                  | 88 кг                                   | Дебрецен ВСЕ (англ.) (Дебрецен)         | 8                                       | 5                                       |
| 12                                      | Балаж Шомодьи                           | 1 августа 1985 (27 лет)                 | 2,01 м                                  | 98 кг                                   | Сегеди ВЕ (венг.) (Сегед)               | 8                                       | 14                                      |
| 13                                      | Ботонд Барабаш (венг.) (вратарь)        | 8 июля 1991 (22 года)                   | 1,90 м                                  | 90 кг                                   | Вашаш (англ.) (Будапешт)                | 8                                       | -9                                      |
| Главный тренер: Балаж Левенте Винце     |                                         |                                         |                                         |                                         |                                         |                                         |                                         |

Результаты группового этапа
Группа А
| Место | Команда   | И | В | Н | П | МЗ | МП  | МР  | Очки |
| ----- | --------- | - | - | - | - | -- | --- | --- | ---- |
| 1     | Россия    | 5 | 5 | 0 | 0 | 78 | 33  | +45 | 10   |
| 2     | Венгрия   | 5 | 4 | 0 | 1 | 71 | 34  | +37 | 8    |
| 3     | Япония    | 5 | 3 | 0 | 2 | 91 | 47  | +44 | 6    |
| 4     | Австралия | 5 | 2 | 0 | 3 | 58 | 44  | +14 | 4    |
| 5     | Канада    | 5 | 1 | 0 | 4 | 28 | 91  | -63 | 2    |
| 6     | Грузия    | 5 | 0 | 0 | 5 | 24 | 101 | -77 | 0    |

| 5 июля 2013 17:00 (UTC+4) | Отчёт (недоступная ссылка) | Венгрия                               | 20:4 | Грузия       | Бассейн «Буревестник», Казань Судьи: Иванка Ракович-Крстоносич, Лука Бьянко |
| 5 июля 2013 17:00 (UTC+4) | Отчёт (недоступная ссылка) | Счёт по четвертям: 6–0, 4–1, 7–0, 3–2 |      |              | Бассейн «Буревестник», Казань Судьи: Иванка Ракович-Крстоносич, Лука Бьянко |
| 5 июля 2013 17:00 (UTC+4) | Отчёт (недоступная ссылка) | Тот 5                                 | Голы | Кавлашвили 2 | Бассейн «Буревестник», Казань Судьи: Иванка Ракович-Крстоносич, Лука Бьянко |

| 7 июля 2013 20:00 (UTC+4) | Отчёт | Россия                                | 9:8  | Венгрия          | Бассейн «Буревестник», Казань Судьи: Николаос Ставропулос, Лука Бьянко |
| 7 июля 2013 20:00 (UTC+4) | Отчёт | Счёт по четвертям: 3–2, 3–2, 1–2, 2–2 |      |                  | Бассейн «Буревестник», Казань Судьи: Николаос Ставропулос, Лука Бьянко |
| 7 июля 2013 20:00 (UTC+4) | Отчёт | Ашаев 3                               | Голы | Кореньи, Ковач 2 | Бассейн «Буревестник», Казань Судьи: Николаос Ставропулос, Лука Бьянко |

| 8 июля 2013 18:30 (UTC+4) | Отчёт | Венгрия                               | 16:9 | Австралия            | Бассейн «Буревестник», Казань Судьи: Альбан Давид, Синиса Матияшевич |
| 8 июля 2013 18:30 (UTC+4) | Отчёт | Счёт по четвертям: 4–2, 3–1, 4–4, 5–5 |      |                      | Бассейн «Буревестник», Казань Судьи: Альбан Давид, Синиса Матияшевич |
| 8 июля 2013 18:30 (UTC+4) | Отчёт | Тот 5                                 | Голы | Синдоун, Трэбингер 2 | Бассейн «Буревестник», Казань Судьи: Альбан Давид, Синиса Матияшевич |

| 10 июля 2013 17:00 (UTC+4) | Отчёт | Канада                                | 3:14 | Венгрия | Бассейн «Буревестник», Казань Судьи: Алаин Дхоссш, Николаос Ставропулос |
| 10 июля 2013 17:00 (UTC+4) | Отчёт | Счёт по четвертям: 0–2, 1–4, 1–3, 1–5 |      |         | Бассейн «Буревестник», Казань Судьи: Алаин Дхоссш, Николаос Ставропулос |
| 10 июля 2013 17:00 (UTC+4) | Отчёт | Боскович, Лапинс, Митрович 1          | Голы | Халек 4 | Бассейн «Буревестник», Казань Судьи: Алаин Дхоссш, Николаос Ставропулос |

| 11 июля 2013 18:30 (UTC+4) | Отчёт | Япония                                | 10:13 | Венгрия | Бассейн «Буревестник», Казань Судьи: Андрей Франулович, Стефано Риккителли |
| 11 июля 2013 18:30 (UTC+4) | Отчёт | Счёт по четвертям: 2–1, 1–4, 5–6, 2–2 |       |         | Бассейн «Буревестник», Казань Судьи: Андрей Франулович, Стефано Риккителли |
| 11 июля 2013 18:30 (UTC+4) | Отчёт | Такеи 6                               | Голы  | Тот 4   | Бассейн «Буревестник», Казань Судьи: Андрей Франулович, Стефано Риккителли |

Четвертьфинал
| 13 июля 2013 17:00 (UTC+4) | Отчёт | Венгрия                               | 12:7 | США                     | Бассейн «Буревестник», Казань Судьи: Андрей Франулович, Эндрю Карней |
| 13 июля 2013 17:00 (UTC+4) | Отчёт | Счёт по четвертям: 3–2, 3–2, 4–1, 2–2 |      |                         | Бассейн «Буревестник», Казань Судьи: Андрей Франулович, Эндрю Карней |
| 13 июля 2013 17:00 (UTC+4) | Отчёт | Халек, Чилко, Тот 2                   | Голы | Рейнольдс, Макклинтик 2 | Бассейн «Буревестник», Казань Судьи: Андрей Франулович, Эндрю Карней |

Полуфинал
| 15 июля 2013 18:30 (UTC+4) | Отчёт | Италия                                | 9:11 | Венгрия   | Бассейн «Буревестник», Казань Судьи: Андрей Франулович, Альбан Давид |
| 15 июля 2013 18:30 (UTC+4) | Отчёт | Счёт по четвертям: 2–3, 1–3, 2–3, 4–2 |      |           | Бассейн «Буревестник», Казань Судьи: Андрей Франулович, Альбан Давид |
| 15 июля 2013 18:30 (UTC+4) | Отчёт | Дамонте 4                             | Голы | Шомодьи 4 | Бассейн «Буревестник», Казань Судьи: Андрей Франулович, Альбан Давид |

Финал
| 17 июля 2013 13:00 (UTC+4) | Отчёт | Венгрия                                | 5:4  | Россия        | Бассейн «Буревестник», Казань Судьи: Стефано Риккителли, Николаос Ставропулос |
| 17 июля 2013 13:00 (UTC+4) | Отчёт | Счёт по четвертям: 1–1, 1–1, 3–1, 0–1  |      |               | Бассейн «Буревестник», Казань Судьи: Стефано Риккителли, Николаос Ставропулос |
| 17 июля 2013 13:00 (UTC+4) | Отчёт | Сентеши, Мезеи, Тот, Эрдейи, Шомодьи 1 | Голы | Зиннатуллин 2 | Бассейн «Буревестник», Казань Судьи: Стефано Риккителли, Николаос Ставропулос |

#### Женщины
Состав команды
| Женская сборная Венгрии по водному поло | Женская сборная Венгрии по водному поло | Женская сборная Венгрии по водному поло | Женская сборная Венгрии по водному поло | Женская сборная Венгрии по водному поло | Женская сборная Венгрии по водному поло | Женская сборная Венгрии по водному поло | Женская сборная Венгрии по водному поло |
| №                                       | Имя, фамилия                            | Дата рождения (возраст)                 | Рост                                    | Вес                                     | Клуб                                    | Игры                                    | Голы                                    |
| --------------------------------------- | --------------------------------------- | --------------------------------------- | --------------------------------------- | --------------------------------------- | --------------------------------------- | --------------------------------------- | --------------------------------------- |
| 1                                       | Эдина Гангль (англ.) (вратарь)          | 25 июня 1990 (23 года)                  | 1,80 м                                  | 68 кг                                   | Эгри ВК (англ.) (Эгер)                  | 6                                       | -45                                     |
| 2                                       | Лилла Аркоси                            | 13 декабря 1990 (22 года)               | 1,76 м                                  | 65 кг                                   | Сегеди ВК (Сегед)                       | 6                                       | 2                                       |
| 3                                       | Дора Чабаи (англ.)                      | 20 апреля 1989 (24 года)                | 1,75 м                                  | 64 кг                                   | BVSC (Будапешт)                         | 6                                       | 10                                      |
| 4                                       | Ханна Анна Кистелеки (англ.)            | 10 марта 1991 (22 года)                 | 1,73 м                                  | 66 кг                                   | Ужпести Торна Эгьлет (Будапешт)         | 6                                       | 14                                      |
| 5                                       | Алекса Анетт Гемеш                      | 9 января 1994 (19 лет)                  | 1,76 м                                  | 69 кг                                   | Сентеш ВК (англ.) (Сентеш)              | 6                                       | 8                                       |
| 6                                       | Петра Дальмади                          | 6 августа 1989 (23 года)                | 1,77 м                                  | 67 кг                                   | Сентеш ВК (англ.) (Сентеш)              | 6                                       | 3                                       |
| 7                                       | Сандра Ката Дальмади                    | 18 июня 1987 (26 лет)                   | 1,76 м                                  | 70 кг                                   | Сентеш ВК (англ.) (Сентеш)              | 6                                       | 4                                       |
| 8                                       | Бианка Почи                             | 13 июля 1990 (23 года)                  | 1,75 м                                  | 65 кг                                   | Эгри ВК (англ.) (Эгер)                  | 6                                       | 2                                       |
| 9                                       | Анита Хевеши                            | 14 января 1989 (24 года)                | 1,72 м                                  | 66 кг                                   | Сентеш ВК (англ.) (Сентеш)              | 6                                       | 4                                       |
| 10                                      | Лаура Кочиш                             | 17 января 1992 (21 год)                 | 1,68 м                                  | 61 кг                                   | Ужпести Торна Эгьлет (Будапешт)         | 6                                       | 2                                       |
| 11                                      | Ноеми Сомхедьи                          | 30 апреля 1991 (22 года)                | 1,75 м                                  | 71 кг                                   | BVSC (Будапешт)                         | 6                                       | 14                                      |
| 12                                      | Ханна Заяц                              | 12 мая 1993 (20 лет)                    | 1,69 м                                  | 62 кг                                   | Дьёр Визиспорт Эдьесулет (Дьёр)         | 6                                       | 1                                       |
| 13                                      | Диана Агнеш Гундль (вратарь)            | 16 февраля 1991 (22 года)               | 1,74 м                                  | 62 кг                                   | Сентеш ВК (англ.) (Сентеш)              | 6                                       | -3                                      |
| Главный тренер: Аттила Янож Келемен     |                                         |                                         |                                         |                                         |                                         |                                         |                                         |

Результаты группового этапа
Группа B
| Место | Команда   | И | В | Н | П | МЗ | МП | МР  | Очки |
| ----- | --------- | - | - | - | - | -- | -- | --- | ---- |
| 1     | Венгрия   | 3 | 2 | 1 | 0 | 30 | 19 | +11 | 5    |
| 2     | Австралия | 3 | 1 | 1 | 1 | 23 | 25 | -2  | 3    |
| 3     | Франция   | 3 | 1 | 1 | 1 | 24 | 24 | 0   | 3    |
| 4     | США       | 3 | 0 | 1 | 2 | 16 | 25 | -9  | 1    |

Групповой этап
| 6 июля 2013 11:30 (UTC+4) | Отчёт | США                                   | 5:12 | Венгрия    | КСК «КАИ-Олимп», Казань Судьи: Мари-Клод Деслиере, Эдуард Васенин |
| 6 июля 2013 11:30 (UTC+4) | Отчёт | Счёт по четвертям: 1–4, 1–4, 3–2, 0–2 |      |            | КСК «КАИ-Олимп», Казань Судьи: Мари-Клод Деслиере, Эдуард Васенин |
| 6 июля 2013 11:30 (UTC+4) | Отчёт | Мутафьян 2                            | Голы | Сомхедьи 3 | КСК «КАИ-Олимп», Казань Судьи: Мари-Клод Деслиере, Эдуард Васенин |

| 8 июля 2013 15:30 (UTC+4) | Отчёт | Австралия                             | 6:10 | Венгрия                      | КСК «КАИ-Олимп», Казань Судьи: Стефано Риккителли, Эдуард Васенин |
| 8 июля 2013 15:30 (UTC+4) | Отчёт | Счёт по четвертям: 2–5, 0–1, 3–1, 1–3 |      |                              | КСК «КАИ-Олимп», Казань Судьи: Стефано Риккителли, Эдуард Васенин |
| 8 июля 2013 15:30 (UTC+4) | Отчёт | Армит 2                               | Голы | Кистелеки, Гемеш, Сомхедьи 2 | КСК «КАИ-Олимп», Казань Судьи: Стефано Риккителли, Эдуард Васенин |

| 10 июля 2013 17:00 (UTC+4) | Отчёт | Франция                               | 8:8  | Венгрия    | КСК «КАИ-Олимп», Казань Судьи: Кэйсукэ Симидзу, Владимир Герзанич |
| 10 июля 2013 17:00 (UTC+4) | Отчёт | Счёт по четвертям: 4–1, 1–2, 1–2, 2–3 |      |            | КСК «КАИ-Олимп», Казань Судьи: Кэйсукэ Симидзу, Владимир Герзанич |
| 10 июля 2013 17:00 (UTC+4) | Отчёт | Жюйлле, Кломес 3                      | Голы | Сомхедьи 3 | КСК «КАИ-Олимп», Казань Судьи: Кэйсукэ Симидзу, Владимир Герзанич |

Четвертьфинал
| 12 июля 2013 18:30 (UTC+4) | Отчёт (недоступная ссылка) | Япония                                | 5:16 | Венгрия    | Бассейн «Буревестник», Казань Судьи: Эдмундо Родригес, Лука Бьянко |
| 12 июля 2013 18:30 (UTC+4) | Отчёт (недоступная ссылка) | Счёт по четвертям: 1–4, 1–7, 1–3, 2–2 |      |            | Бассейн «Буревестник», Казань Судьи: Эдмундо Родригес, Лука Бьянко |
| 12 июля 2013 18:30 (UTC+4) | Отчёт (недоступная ссылка) | Наката 2                              | Голы | Сомхедьи 5 | Бассейн «Буревестник», Казань Судьи: Эдмундо Родригес, Лука Бьянко |

Полуфинал
| 14 июля 2013 20:00 (UTC+4) | Отчёт | Канада                                | 6:7  | Венгрия | Бассейн «Буревестник», Казань Судьи: Алаин Дхоссш, Синиса Матияшевич |
| 14 июля 2013 20:00 (UTC+4) | Отчёт | Счёт по четвертям: 0–4, 2–2, 3–1, 1–0 |      |         | Бассейн «Буревестник», Казань Судьи: Алаин Дхоссш, Синиса Матияшевич |
| 14 июля 2013 20:00 (UTC+4) | Отчёт | Макки 2                               | Голы | Чабаи 3 | Бассейн «Буревестник», Казань Судьи: Алаин Дхоссш, Синиса Матияшевич |

Финал
| 16 июля 2013 19:45 (UTC+4) | Отчёт | Россия                                | 18:11 | Венгрия     | Бассейн «Буревестник», Казань Судьи: Вахтанг Мебуке, Мари-Клод Деслиере |
| 16 июля 2013 19:45 (UTC+4) | Отчёт | Счёт по четвертям: 6–4, 6–2, 1–1, 5–4 |       |             | Бассейн «Буревестник», Казань Судьи: Вахтанг Мебуке, Мари-Клод Деслиере |
| 16 июля 2013 19:45 (UTC+4) | Отчёт | Лисунова 6                            | Голы  | Кистелеки 4 | Бассейн «Буревестник», Казань Судьи: Вахтанг Мебуке, Мари-Клод Деслиере |

### Гребля на байдарках и каноэ

#### Мужчины
| Соревнование | Спортсмены                                                           | Предварительный этап | Предварительный этап | Полуфиналы       | Полуфиналы       | Финал                | Финал                |
| Соревнование | Спортсмены                                                           | Время                | Место                | Время            | Место            | Время                | Итоговое место       |
| ------------ | -------------------------------------------------------------------- | -------------------- | -------------------- | ---------------- | ---------------- | -------------------- | -------------------- |
| C1, 200 м    | Тамаш Баллер                                                         | 46.028               | 9                    | 44.940           | 2                | 43.549               | 8                    |
| C1, 500 м    | Тамаш Баллер                                                         | 2:09.717             | 9                    | 2:02.236         | 9                | Завершил выступление | Завершил выступление |
| C1, 1000 м   | Тамаш Кишш (англ.)                                                   | 4:09.556             | 1                    | Напрямую в финал | Напрямую в финал | 4:10.837             |                      |
| К1, 200 м    | Ласло Керек                                                          | 39.121               | 14                   | 39.648           | 12               | Завершил выступление | Завершил выступление |
| К1, 500 м    | Буда Варга                                                           | 1:53.699             | 7                    | 1:45.216         | 6                | 1:53.517             | 9                    |
| К1, 1000 м   | Арон Шченк                                                           | 3:50.951             | 9                    | 3:54.038         | 3                | 3:55.699             | 5                    |
| К2, 200 м    | Ласло Керек Акош Дьёзо Фюлёп                                         | 35.240               | 9                    | 35.885           | 3                | 34.754               | 8                    |
| К2, 500 м    | Ласло Ковач Арон Шченк                                               | 1:41.344             | 6                    | Напрямую в финал | Напрямую в финал | 1:38.363             | 6                    |
| К2, 1000 м   | Мате Петрович Гергельи Часар                                         | 3:27.655             | 3                    | Напрямую в финал | Напрямую в финал | 3:31.559             |                      |
| К4, 200 м    | Акош Дьёзо Фюлёп Даниель Чёнгор Марк Тамаш Раппапорт Вильмош Фодроци | 35.531               | 7                    | 33.085           | 1                | 32.026               | 6                    |
| К4, 500 м    | Акош Гачал Буда Варга Чаба Петер Чонтош Вильмош Фодроци              | 1:29.195             | 4                    | Напрямую в финал | Напрямую в финал | 1:27.527             | 5                    |
| К4, 1000 м   | Аттила Таш Тот Арон Шченк Ласло Ковач Гергельи Часар                 | 3:09.275             | 4                    | Напрямую в финал | Напрямую в финал | 3:12.183             |                      |

#### Женщины
| Соревнование | Спортсмены                                        | Предварительный этап | Предварительный этап | Полуфиналы       | Полуфиналы       | Финал    | Финал          |
| Соревнование | Спортсмены                                        | Время                | Место                | Время            | Место            | Время    | Итоговое место |
| ------------ | ------------------------------------------------- | -------------------- | -------------------- | ---------------- | ---------------- | -------- | -------------- |
| К1, 200 м    | Петра Сабо                                        | 44.806               | 6                    | Напрямую в финал | Напрямую в финал | 43.478   | 6              |
| К1, 500 м    | Ванда Кисли                                       | 2:12.507             | 11                   | 2:09.630         | 2                | 2:05.251 | 8              |
| К2, 200 м    | Нора Сильваши Петра Сабо                          | 41.361               | 5                    | Напрямую в финал | Напрямую в финал | 38.966   | 5              |
| К2, 500 м    | Нора Сильваши Петра Сабо                          | 1:51.107             | 1                    | Напрямую в финал | Напрямую в финал | 1:49.399 | 4              |
| К4, 200 м    | Ванда Кисли Нора Сильваши Петра Сабо Эдина Чернак |                      |                      |                  |                  | 37.417   | 6              |
| К4, 500 м    | Ванда Кисли Нора Сильваши Петра Сабо Эдина Чернак |                      |                      |                  |                  | 1:44.655 |                |

### Дзюдо

##### Мужчины
| Категория            | Спортсмен                                                                                                 | Турнир       | Первый раунд                                  | Второй раунд                                                                                 | Третий раунд                                                                                    | Четвертьфинал                                                                                                 | Полуфинал | Финал                         | Итоговое место       |
| Категория            | Спортсмен                                                                                                 | Турнир       | Соперник Результат                            | Соперник Результат                                                                           | Соперник Результат                                                                              | Соперник Результат                                                                                            | Соперник Результат | Соперник Результат            | Итоговое место       |
| -------------------- | --- | ------------ | --------------------------------------------- | -------------------------------------------------------------------------------------------- | ----------------------------------------------------------------------------------------------- | --- | --- | ----------------------------- | -------------------- |
| до 60 кг             | Тибор Майер                                                                                               | За 1-е место | Янислав Герчев (BUL) Пор. 000:101             | Завершил выступление                                                                         | Завершил выступление                                                                            | Завершил выступление                                                                                          | Завершил выступление | Завершил выступление          | Завершил выступление |
| до 66 кг             | Бенце Замбори                                                                                             | За 1-е место | Ян Игнасио Санчо Чинчилла (CRC) Поб. 102:000H | Якуб Шамилов (RUS) Пор. 0002:0033                                                            | Завершил выступление                                                                            | Завершил выступление                                                                                          | Завершил выступление | Завершил выступление          | Завершил выступление |
| до 66 кг             | Бенце Замбори                                                                                             | За 3-е место | Бакдаулет Сабитов (KAZ) Пор. 000:100          | Завершил выступление                                                                         | Завершил выступление                                                                            | Завершил выступление                                                                                          | Завершил выступление | Завершил выступление          | Завершил выступление |
| до 73 кг             | Аттила Истван Унгвари                                                                                     | За 1-е место |                                               | Павел Куевас (CHI) Поб. 100:0002                                                             | Дулгуун Даваасурен (MGL) Поб. 0113:0003                                                         | Марин Загоров (SVK) Поб. 100:0002                                                                             | Ван Кичхун (KOR) Пор. 0002:100                                                                                                | Завершил выступление          | Завершил выступление |
| до 73 кг             | Аттила Истван Унгвари                                                                                     | За 3-е место |                                               |                                                                                              |                                                                                                 | Юки Нисияма (JPN) Пор. 1022:000                                                                               | Завершил выступление | Завершил выступление          |                      |
| до 81 кг             | Ласло Чокниаи (англ.)                                                                                     | За 1-е место |                                               | Андраник Чапарян (ARM) Поб. 100:0001                                                         | Миролюб Изевич (SRB) Поб. 1012:0001                                                             | Джованни Баттиста Мария Каролло (ITA) Поб. 1001:0002                                                          | Яхё Имамов (UZB) Пор. 000H:100                                                                                                | Завершил выступление          |                      |
| до 81 кг             | Ласло Чокниаи (англ.)                                                                                     | За 3-е место |                                               |                                                                                              |                                                                                                 | Ли Сеунсу (KOR) Поб. 1001:000H                                                                                | Завершил выступление |                               |                      |
| до 90 кг             | Габор Вар                                                                                                 | За 1-е место | Фабио Миранда (ITA) Пор. 001:1021             | Завершил выступление                                                                         | Завершил выступление                                                                            | Завершил выступление                                                                                          | Завершил выступление | Завершил выступление          | Завершил выступление |
| до 100 кг            | Миклош Цирьенич                                                                                           | За 1-е место | Мариус Лабалаукис (LTU) Поб. 1001:001         | Клеман Дельвер (FRA) Поб. 110:0002                                                           | Завершил выступление                                                                            | Завершил выступление                                                                                          | Завершил выступление | Завершил выступление          | Завершил выступление |
| свыше 100 кг         | Барна Бор                                                                                                 | За 1-е место |                                               | Рахат Гарлыев (TKM) Поб. 100:0001                                                            | Энхтур Энхжаргал (MGL) Поб. 100:0001                                                            | Ассем Эль-Сайед (EGY) Поб. 100:0001                                                                           | Юрий Краковецкий (KGZ) Поб. 100:0001                                                                                          | Чо Гухам (KOR) Пор. 0002:0001 |                      |
| Абсолютная категория | Барна Бор                                                                                                 | За 1-е место |                                               | Юрий Краковецкий (KGZ) Поб. 100:0003                                                         | Ким Сунмин (KOR) Пор. 0013:0001                                                                 | Завершил выступление                                                                                          | Завершил выступление | Завершил выступление          | Завершил выступление |
| Абсолютная категория | Барна Бор                                                                                                 | За 3-е место |                                               | Жилвинас Забарскас (LTU) Поб. 1013:000H                                                      | Давид Силва (BRA) Пор. 000:1001                                                                 | Завершил выступление                                                                                          | Завершил выступление | Завершил выступление          | Завершил выступление |
| Командный зачёт      | Барна Бор Габор Вар Бенце Замбори Тибор Майер Аттила Истван Унгвари Миклош Цирьенич Ласло Чокниаи (англ.) | За 1-е место | Не участвовали                                | Яромир Йежек Александр Юраска Лукаш Крпалек Павел Петриков Вацлав Седмидубски (CZE) Поб. 4:1 | Ван Кичун Квак Донхан Ким Вончин Ким Сунмин Ли Сёнсу Чо Гухам Чо Чунхюн Шим Чихо (KOR) Пор. 1:4 | Завершили выступление                                                                                         | Завершили выступление | Завершили выступление         |                      |
| Командный зачёт      | Барна Бор Габор Вар Бенце Замбори Тибор Майер Аттила Истван Унгвари Миклош Цирьенич Ласло Чокниаи (англ.) | За 3-е место |                                               |                                                                                              |                                                                                                 | Ислам Баялинов Адилет Ботоканов Юрий Краковецкий Азат Кубакаев Чингиз Мамедов Болот Токтогонов (KGZ) Поб. 5:0 | Бартоломей Гарбачик Томаш Доманский Павел Загродник Якуб Заржецы Якуб Кубиениек Пётр Куркиевич Мацей Сарнацкий (POL) Поб. 3:2 | Завершили выступление         |                      |

##### Женщины
| Категория | Спортсмен       | Турнир       | Второй раунд       | Третий раунд                                     | Четвертьфинал                    | Полуфинал                       | Финал                             | Итоговое место        |
| Категория | Спортсмен       | Турнир       | Соперник Результат | Соперник Результат                               | Соперник Результат               | Соперник Результат              | Соперник Результат                | Итоговое место        |
| --------- | --------------- | ------------ | ------------------ | ------------------------------------------------ | -------------------------------- | ------------------------------- | --------------------------------- | --------------------- |
| до 63 кг  | Бернадетт Бацко | За 1-е место | Не участвовала     | Мээрим Момунова (KGZ) Поб. 110:0001              | Кайоко Сано (JPN) Пор. 0002:1013 | Завершила выступление           | Завершила выступление             | Завершила выступление |
| до 63 кг  | Бернадетт Бацко | За 3-е место |                    | Ана Качола (POR) Пор. 0001:0013                  | Завершила выступление            | Завершила выступление           | Завершила выступление             | Завершила выступление |
| до 78 кг  | Абигель Йоо     | За 1-е место |                    | Панайота Василики Лимперопулу (GRE) Поб. 100:000 | Пак Чжонвон (KOR) Поб. 100:000H  | Мами Умеки (JPN) Поб. 0023:0001 | Мадлен Малонга (FRA) Поб. 100:000 |                       |

### Лёгкая атлетика

#### Мужчины
| Дисциплина | Спортсмен       | Первый раунд | Первый раунд | Полуфинал | Полуфинал | Финал                | Финал                |
| Дисциплина | Спортсмен       | Результат    | Место        | Результат | Место     | Результат            | Итоговое место       |
| ---------- | --------------- | ------------ | ------------ | --------- | --------- | -------------------- | -------------------- |
| 800 м      | Эмануэль Гутема | 1:53.46      | 14           | 1:51.09   | 19        | Завершил выступление | Завершил выступление |
| 400 м с/б  | Тибор Корокнаи  | 51.02        | 10           | 50.61     | 9         | Завершил выступление | Завершил выступление |

#### Женщины
| Дисциплина      | Спортсмен                      | Квалификационный раунд | Квалификационный раунд | Финал     | Финал          |
| Дисциплина      | Спортсмен                      | Результат              | Место                  | Результат | Итоговое место |
| --------------- | ------------------------------ | ---------------------- | ---------------------- | --------- | -------------- |
| Прыжки в высоту | Барбара Сабо                   | 1.84                   | 9                      | 1.80      | 10             |
| Толкание ядра   | Анита Мартон (англ.)           | 17.45                  | 6                      | 17.92     | 4              |
| Метание молота  | Йенни Сусанна Озораи           |                        |                        | 58.04     | 13             |
| Семиборье       | Дьордьи Живочки Фаркаш (англ.) |                        |                        | 6269      |                |

### Плавание

#### Мужчины

##### Бассейн
| Личные соревнования  | Спортсмен          | Предварительные заплывы | Предварительные заплывы | Полуфиналы           | Полуфиналы           | Финал                | Финал                |
| Личные соревнования  | Спортсмен          | Результат               | Место                   | Результат            | Место                | Результат            | Место                |
| -------------------- | ------------------ | ----------------------- | ----------------------- | -------------------- | -------------------- | -------------------- | -------------------- |
| 400 м вольный стиль  | Бенце Кирали       | 3:56.34                 | 16                      |                      |                      | Завершил выступление | Завершил выступление |
| 800 м вольный стиль  | Бенце Кирали       | 8:09.43                 | 11                      |                      |                      | Завершил выступление | Завершил выступление |
| 1500 м вольный стиль | Бенце Кирали       | 15:51.08                | 18                      |                      |                      | Завершил выступление | Завершил выступление |
| 50 м баттерфляй      | Бенце Бицо (англ.) | 25.51                   | 24                      | Завершил выступление | Завершил выступление | Завершил выступление | Завершил выступление |
| 100 м баттерфляй     | Бенце Бицо (англ.) | 55.77                   | 37                      | Завершил выступление | Завершил выступление | Завершил выступление | Завершил выступление |
| 100 м баттерфляй     | Тамаш Герчак       | 54.75                   | 28                      | Завершил выступление | Завершил выступление | Завершил выступление | Завершил выступление |
| 200 м баттерфляй     | Бенце Бицо (англ.) | 1:58.43                 | 1                       | 1:57.83              | 1                    | 1:55.32              | 1                    |
| 200 м баттерфляй     | Тамаш Герчак       | 2:00.94                 | 18                      | Завершил выступление | Завершил выступление | Завершил выступление | Завершил выступление |
| 200 м комплекс       | Тамаш Герчак       | 2:03.95                 | 15                      | 2:03.66              | 12                   | Завершил выступление | Завершил выступление |

##### Открытая вода
| Соревнование  | Спортсмены   | Результат | Место |
| ------------- | ------------ | --------- | ----- |
| 10 километров | Бенце Кирали | 2:03:10.5 | 23    |

### Синхронное плавание
Женщины
| Соревнование | Спортсменки | Предварительный раунд (Техническая программа) | Предварительный раунд (Техническая программа) | Финал (Произвольная программа) | Финал (Произвольная программа) | Финал (Произвольная программа) | Финал (Произвольная программа) |
| Соревнование | Спортсменки | Очков                                         | Место                                         | Очков                          | Место                          | Всего очков                    | Место                          |
| ------------ | --- | --------------------------------------------- | --------------------------------------------- | ------------------------------ | ------------------------------ | ------------------------------ | ------------------------------ |
| Дуэты        | Эперке Китти Фазекаш Юлия Кишш                                                                                               | 76,800                                        | 6                                             | 77,290                         | 6                              | 154,090                        | 6                              |
| Комбинация   | Лили Эдит Блашко Чилла Вандор Юлия Кишш Сусанна Ковач Кинга Кольтаи Река Ласло София Ласло Сара Трингер Эперке Китти Фазекаш |                                               |                                               | 78,070                         | 3                              | 78,070                         |                                |

### Спортивная борьба

#### Вольная борьба

##### Мужчины
| Категория | Спортсмен           | Турнир       | 1/32 финала                       | 1/16 финала                      | Четвертьфинал                    | Полуфинал            | Финал                | Итоговое место       |
| Категория | Спортсмен           | Турнир       | Соперник Результат                | Соперник Результат               | Соперник Результат               | Соперник Результат   | Соперник Результат   | Итоговое место       |
| --------- | ------------------- | ------------ | --------------------------------- | -------------------------------- | -------------------------------- | -------------------- | -------------------- | -------------------- |
| до 74 кг  | Жомбор Иштван Гуляш | За 1-е место | Ростислав Первачук (UKR) Пор. 1:3 | Завершил выступление             | Завершил выступление             | Завершил выступление | Завершил выступление | Завершил выступление |
| до 84 кг  | Иштван Вереб        | За 1-е место | Резави Иванишвили (GEO) Поб. 3:1  | Усухбаатар Пурвии (MGL) Поб. 4:1 | Александр Гостиев (AZE) Пор. 0:4 | Завершил выступление | Завершил выступление | Завершил выступление |
| до 96 кг  | Рафаэль Тот         | За 1-е место | Не участвовал                     | Мика Бурак (USA) Пор. 1:3        | Завершил выступление             | Завершил выступление | Завершил выступление | Завершил выступление |
| до 120 кг | Ричард Черчич       | За 1-е место | Не участвовал                     | Алан Хугаев (RUS) Пор. 0:4       | Завершил выступление             | Завершил выступление | Завершил выступление | Завершил выступление |

##### Женщины
| Категория | Спортсмен       | Турнир       | 1/16 финала                       | Четвертьфинал                      | Полуфинал                    | Финал                 | Итоговое место        |
| Категория | Спортсмен       | Турнир       | Соперник Результат                | Соперник Результат                 | Соперник Результат           | Соперник Результат    | Итоговое место        |
| --------- | --------------- | ------------ | --------------------------------- | ---------------------------------- | ---------------------------- | --------------------- | --------------------- |
| до 59 кг  | Эмесе Барка     | За 1-е место | Татьяна Омельченко (UKR) Поб. 3:1 | Сулан Дэцзи (CHN) Поб. 3:1         | Эллисон Раган (USA) Пор. 1:3 | Завершила выступление |                       |
| до 59 кг  | Эмесе Барка     | За 3-е место |                                   | Не участвовала                     | Аяка Ито (JPN) Поб. 3:1      | Завершила выступление |                       |
| до 63 кг  | Габриелла Шлеис | За 1-е место | Паулина Грабовска (POL) Поб. 3:1  | Екатерина Ларионова (KAZ) Пор. 0:5 | Завершила выступление        | Завершила выступление | Завершила выступление |

#### Греко-римская борьба
| Категория | Спортсмен              | Турнир       | 1/32 финала                          | 1/16 финала                      | Четвертьфинал                     | Полуфинал                              | Финал                | Итоговое место       |
| Категория | Спортсмен              | Турнир       | Соперник Результат                   | Соперник Результат               | Соперник Результат                | Соперник Результат                     | Соперник Результат   | Итоговое место       |
| --------- | ---------------------- | ------------ | ------------------------------------ | -------------------------------- | --------------------------------- | -------------------------------------- | -------------------- | -------------------- |
| до 66 кг  | Кристиан Ягер          | За 1-е место | Владимирос Матиас (GRE) Поб. 4:1     | Хидеюки Отоицзуми (JPN) Пор. 0:5 | Завершил выступление              | Завершил выступление                   | Завершил выступление | Завершил выступление |
| до 74 кг  | Ласло Сабо             | За 1-е место | Осман Косе (TUR) Пор. 0:4            | Завершил выступление             | Завершил выступление              | Завершил выступление                   | Завершил выступление | Завершил выступление |
| до 84 кг  | Ласло Аттила Антунович | За 1-е место | Ало Тоом (EST) Поб. 3:1              | Максим Манукян (ARM) Пор. 1:3    | Завершил выступление              | Завершил выступление                   | Завершил выступление | Завершил выступление |
| до 84 кг  | Ласло Аттила Антунович | За 3-е место |                                      | Бастиан Курц (GER) Поб. 5:0      | Нурсултан Турсынов (KAZ) Пор. 0:5 | Завершил выступление                   | Завершил выступление | Завершил выступление |
| до 96 кг  | Дьёрдьё Ризмайер       | За 1-е место | Алин Алексуч Чиурариу (MDA) Пор. 0:3 | Завершил выступление             | Завершил выступление              | Завершил выступление                   | Завершил выступление | Завершил выступление |
| до 120 кг | Балинт Лам             | За 1-е место | Не участвовал                        | Мариус Грыгелис (LTU) Поб. 4:0   | Аббас Абдуллаев (AZE) 'Поб. 3:0   | Амир Али-Акбари (англ.) (IRI) Пор. 0:4 | Завершил выступление |                      |
| до 120 кг | Балинт Лам             | За 3-е место |                                      |                                  |                                   | Тайрелл Форчун (USA) Поб. 3:1          | Завершил выступление |                      |

### Спортивная гимнастика

#### Мужчины
| Соревнование         | Спортсмены                                                       | Квалификация | Квалификация | Финал                | Финал                |
| Соревнование         | Спортсмены                                                       | Баллы        | Место        | Баллы                | Место                |
| -------------------- | ---------------------------------------------------------------- | ------------ | ------------ | -------------------- | -------------------- |
| Командное первенство | Адам Бабош Давид Вечерныеш Аттила Влачил Нандор Сабо Бенце Талаш |              |              | 248,050              | 13                   |
| Личное первенство    | Бенце Талаш                                                      | 83,200       | 26           | 80,950               | 23                   |
| Личное первенство    | Нандор Сабо                                                      | 80,800       | 36           | Завершил выступление | Завершил выступление |
| Личное первенство    | Давид Вечерныеш                                                  | 80,000       | 41           | Завершил выступление | Завершил выступление |
| Перекладина          | Давид Вечерныеш                                                  | 14,750       | 7            | 14,650               | 6                    |

#### Женщины
| Соревнование      | Спортсмены    | Квалификация | Квалификация | Финал                             | Финал                             |
| Соревнование      | Спортсмены    | Баллы        | Место        | Баллы                             | Место                             |
| ----------------- | ------------- | ------------ | ------------ | --------------------------------- | --------------------------------- |
| Личное первенство | Дорина Бёцогё | 53,150       | 12           | 52,950                            | 9                                 |
| Бревно            | Дорина Бёцогё | 13,550       | 13           | Запасная, в финале не участвовала | Запасная, в финале не участвовала |

### Стрельба

#### Мужчины
| Соревнование | Спортсмены    | Квалификация | Квалификация | Полуфинал            | Полуфинал            | Финал                | Финал                |
| Соревнование | Спортсмены    | Результат    | Место        | Результат            | Место                | Результат            | Итоговое место       |
| ------------ | ------------- | ------------ | ------------ | -------------------- | -------------------- | -------------------- | -------------------- |
| Трап         | Андраш Соллар | 112          | 10           | Завершил выступление | Завершил выступление | Завершил выступление | Завершил выступление |
| Дубль-трап   | Андраш Соллар | 129          | 12           | Завершил выступление | Завершил выступление | Завершил выступление | Завершил выступление |

#### Женщины
| Соревнование                       | Спортсмены    | Квалификация                   | Квалификация                   | Финал                 | Финал                 |
| Соревнование                       | Спортсмены    | Результат                      | Место                          | Результат             | Итоговое место        |
| ---------------------------------- | ------------- | ------------------------------ | ------------------------------ | --------------------- | --------------------- |
| Пневматический пистолет, 10 метров | Адриенн Немеш | 381-10x                        | 4                              | 157.7                 | 4                     |
| Пневматическая винтовка, 10 метров | Катинка Сий   | 404.3-20x                      | 50                             | Завершила выступление | Завершила выступление |
| Пистолет, 25 метров                | Адриенн Немеш | Точность / Скоростной пистолет | Точность / Скоростной пистолет | Завершила выступление | Завершила выступление |
| Пистолет, 25 метров                | Адриенн Немеш | 284-10x / 288-17x              | 20 / 9                         | Завершила выступление | Завершила выступление |
| Винтовка лёжа, 50 метров           | Катинка Сий   |                                |                                | 567-14x               | 56                    |
| Винтовка с трёх позиций, 50 метров | Катинка Сий   | 556-11x                        | 47                             | Завершила выступление | Завершила выступление |

### Тяжёлая атлетика

#### Мужчины
| Категория    | Спортсмен          | Вес (кг) | Рывок | Рывок | Рывок | Толчок | Толчок | Толчок | Всего | Место |
| Категория    | Спортсмен          | Вес (кг) | 1     | 2     | 3     | 1      | 2      | 3      | Всего | Место |
| ------------ | ------------------ | -------- | ----- | ----- | ----- | ------ | ------ | ------ | ----- | ----- |
| свыше 105 кг | Петер Надь (англ.) | 156,75   | 183   | 183   | 190   | 215    | 223    | 226    | 409   | 4     |

### Фехтование

#### Мужчины

##### Личный зачёт
| Соревнование | Спортсмены      | Предварительный раунд       | 1/128 финала         | 1/64 финала                           | 1/32 финала                     | 1/16 финала              | Четвертьфинал        | Полуфинал            | Финал                | Итоговое место |
| Соревнование | Спортсмены      | Место в общей классификации | Соперник Счёт        | Соперник Счёт                         | Соперник Счёт                   | Соперник Счёт            | Соперник Счёт        | Соперник Счёт        | Соперник Счёт        | Итоговое место |
| ------------ | --------------- | --------------------------- | -------------------- | ------------------------------------- | ------------------------------- | ------------------------ | -------------------- | -------------------- | -------------------- | -------------- |
| Шпага        | Андраш Петерди  | 18:21 (53)                  | Не участвовал        | Дмитрий Алексанин (KAZ) Поб. 15:6     | Эрик Бергдаль (SWE) Поб. 15:14  | Дун Чао (CHN) Пор. 11:12 | Завершил выступление | Завершил выступление | Завершил выступление | 14             |
| Шпага        | Марк Ханцвиккел | 26:21 (28)                  | Не участвовал        | Робин Касе (SWE) Пор. 13:15           | Завершил выступление            | Завершил выступление     | Завершил выступление | Завершил выступление | Завершил выступление | 47             |
| Шпага        | Матиаш Филе     | 16:26 (77)                  | Завершил выступление | Завершил выступление                  | Завершил выступление            | Завершил выступление     | Завершил выступление | Завершил выступление | Завершил выступление | 77             |
| Сабля        | Балаш Пал Хамар | 15:21 (43)                  |                      | Ренцо Агреста (BRA) Поб. 15:7         | Артур Затко (FRA) Пор. 12:15    | Завершил выступление     | Завершил выступление | Завершил выступление | Завершил выступление | 29             |
| Сабля        | Бенце Гемеши    | 22:24 (48)                  |                      | У Цзе (CHN) Поб. 15:12                | Николай Ковалёв (RUS) Пор. 8:15 | Завершил выступление     | Завершил выступление | Завершил выступление | Завершил выступление | 31             |
| Сабля        | Ференц Валькаи  | 19:20 (38)                  |                      | Михаил Мардалеишвили (GEO) Пор. 11:15 | Завершил выступление            | Завершил выступление     | Завершил выступление | Завершил выступление | Завершил выступление | 46             |

##### Командный зачёт
| Соревнование | Спортсмены                                               | 1/32 финала    | 1/16 финала                                            | Четвертьфинал         | Полуфинал             | Финал                 | Итоговое место |
| Соревнование | Спортсмены                                               | Соперник Счёт  | Соперник Счёт                                          | Соперник Счёт         | Соперник Счёт         | Соперник Счёт         | Итоговое место |
| ------------ | -------------------------------------------------------- | -------------- | ------------------------------------------------------ | --------------------- | --------------------- | --------------------- | -------------- |
| Шпага        | Даниэль Будаи Андраш Петерди Матиаш Филе Марк Ханцвиккел | Не участвовали | Чень Ядун Дун Чао Цзян Чэньян Ли Хуа (CHN) Пор. 42:45  | Завершили выступление | Завершили выступление | Завершили выступление | 12             |
| Сабля        | Ференц Валькаи Бенце Гемеши Балаш Пал Хамар              | Не участвовали | Дэн Сяохао Оуян Синхуа Сунь Вэй У Цзе (CHN) Пор. 38:45 | Завершили выступление | Завершили выступление | Завершили выступление | 10             |

#### Женщины

##### Личный зачёт
| Соревнование | Спортсмены  | Предварительный раунд       | 1/128 финала                            | 1/64 финала                             | 1/32 финала           | 1/16 финала           | Четвертьфинал         | Полуфинал             | Финал                 | Итоговое место |
| Соревнование | Спортсмены  | Место в общей классификации | Соперник Счёт                           | Соперник Счёт                           | Соперник Счёт         | Соперник Счёт         | Соперник Счёт         | Соперник Счёт         | Соперник Счёт         | Итоговое место |
| ------------ | ----------- | --------------------------- | --------------------------------------- | --------------------------------------- | --------------------- | --------------------- | --------------------- | --------------------- | --------------------- | -------------- |
| Шпага        | Ката Михай  | 22:22 (36)                  | Не участвовала                          | Мари-Флоранс Кандассами (FRA) Пор. 9:15 | Завершила выступление | Завершила выступление | Завершила выступление | Завершила выступление | Завершила выступление | 46             |
| Шпага        | Дора Задова | 19:25 (69)                  | Алехандра Теран Элигио (MEX) Пор. 10:15 | Завершила выступление                   | Завершила выступление | Завершила выступление | Завершила выступление | Завершила выступление | Завершила выступление | 67             |

### Художественная гимнастика
Женщины
| Соревнование              | Спортсменки   | Квалификация | Квалификация | Финал  | Итоговое место |
| Соревнование              | Спортсменки   | Баллы        | Место        | Баллы  | Итоговое место |
| ------------------------- | ------------- | ------------ | ------------ | ------ | -------------- |
| Индивидуальное многоборье | Виктория Шоош |              |              | 49,082 | 30             |

### Шахматы

#### Женщины
| Соревнование     | Спортсмены  | Первый тур                            | Второй тур                            | Третий тур                               | Четвёртый тур                      | Пятый тур                      | Шестой тур                        | Седьмой тур                       | Восьмой тур                            | Девятый тур                   | Итог | Итог  |
| Соревнование     | Спортсмены  | Соперник Счёт                         | Соперник Счёт                         | Соперник Счёт                            | Соперник Счёт                      | Соперник Счёт                  | Соперник Счёт                     | Соперник Счёт                     | Соперник Счёт                          | Соперник Счёт                 | Счёт | Место |
| ---------------- | ----------- | ------------------------------------- | ------------------------------------- | ---------------------------------------- | ---------------------------------- | ------------------------------ | --------------------------------- | --------------------------------- | -------------------------------------- | ----------------------------- | ---- | ----- |
| Одиночный разряд | Эстер Дудаш | Гората Брэнди Лесо (BOT) Поб. 1:0 (♘) | Анастасия Боднарук (RUS) Пор. 1:0 (♞) | Мадалина Мария Ануска (ROU) Поб. 1:0 (♘) | Нармин Халафова (AZE) Пор. 1:0 (♞) | Йеми Йелсен (INA) Поб. 1:0 (♘) | Бахар Халлаева (TKM) Пор. 1:0 (♞) | Ну Хонг Ан Тон (VIE) Пор. 1:0 (♘) | Мари Исраэль Палеро (PHI) Поб. 1:0 (♞) | Халед Мона (EGY) Поб. 1:0 (♘) | 5    | 30    |